# Parietaria
Parietaria L., 1753 è un genere di piante della famiglia delle Urticaceae, a distribuzione cosmopolita.

## Tassonomia
Il genere comprende le seguenti specie:
- Parietaria alsinefolia Delile
- Parietaria cardiostegia Greuter
- Parietaria cretica L.
- Parietaria debilis G.Forst.
- Parietaria decoris N.G.Mill.
- Parietaria elliptica K.Koch
- Parietaria erronea Panov
- Parietaria feliciana Phil.
- Parietaria filamentosa Webb & Berthel.
- Parietaria floridana Nutt.
- Parietaria hespera Hinton
- Parietaria judaica L.
- Parietaria lusitanica L.
- Parietaria macrophylla B.L.Rob. & Greenm.
- Parietaria mauritanica Durieu
- Parietaria officinalis L.
- Parietaria pensylvanica Muhl. ex Willd.
- Parietaria praetermissa Hinton
- Parietaria rechingeri Chrtek
- Parietaria rhodopaea Panov
- Parietaria roschanica Jarman ex Ikonn.
- Parietaria semispeluncaria Yildirim
- Parietaria serbica Pancic
- Parietaria umbricola A.G.Mill.